# グレートフォールズ・エクスプローラーズ
グレートフォールズ・エクスプローラーズ（Great Falls Explorers）は、コンチネンタル・バスケットボール・アソシエーション（以下CBA）に加盟しているアメリカ合衆国のプロバスケットボールチーム。本拠地はモンタナ州グレートフォールズ。

## 歴史
2006年、CBAの新チームとして設立された。チーム名はルイス・クラーク探検隊に由来する（エクスプローラーは英語で探検家の意）。
2007年より新潟アルビレックスBBでプレーするロドニー・ウェブが所属していた。